# Friedrich Ferdinand Moritz
Friedrich Ferdinand Moritz (* 25. Juni 1866 in Sankt Petersburg, Russisches Kaiserreich; † 8. Januar 1947 in Minden, Nordrhein-Westfalen) war ein deutschbaltischer Historien-, Porträt- und Landschaftsmaler sowie Zeichenlehrer.

## Leben
Moritz war eines von neun Kindern des deutschbaltischen Arztes Emanuel Karl Johann Moritz (1836–1908) und dessen Ehefrau Emilie (Emmi) Henriette, geborene Meyer (1841–1919). 
Nach dem Besuch des Privatgymnasiums (1879–1885) studierte er in den Jahren 1885/1886 zunächst Physik an der Kaiserlichen Universität Dorpat. 1887 wechselte er auf die Kaiserliche Kunstakademie in Sankt Petersburg und studierte dort bis 1890 Malerei. Anschließend studierte er von 1891 bis 1893 an der Kunstakademie Düsseldorf bei Arthur Kampf, danach bei Carl von Marr an der Königlichen Akademie der Bildenden Künste München. 1894 unternahm er eine Studienreise nach Wien, Italien und Paris. Dann lebte er kurzzeitig wieder in Sankt Petersburg, ehe er sich in den Jahren 1895 bis 1905 als Porträtmaler in Riga (Gouvernement Livland) niederließ. Parallel arbeitete er seit 1897 als Dozent für Freihandzeichnen am dortigen Polytechnikum sowie als Zeichenlehrer an der Jung-Stillingschen Schule, außerdem an der Börsen-Kommerzschule von Riga. Von 1905 bis 1940 lebte er als Porträtmaler in Berlin.